# Mark Deweerdt
Mark Deweerdt (né en 1952) est un ancien journaliste et rédacteur en chef belge.

## Biographie
Après le départ à la retraite de Manu Ruys , Deweerdt est nommé rédacteur en chef de De Standaard en 1989 . Son homologue à Het Nieuwsblad est devenu Roger Schoemans , tandis que Lode Bostoen a été nommé rédacteur en chef du groupe de journaux. Deweerdt a occupé cette position jusqu'en juin 1993. Il est devenu par la suite chef du comité de rédaction du journal pendant une courte période.
Peu de temps après, il est passé au De Financieel-Economic Tijd ( De Tijd ). Il a continué à y travailler jusqu'en 2009, après quoi il est devenu membre du cabinet d' Yves Leterme , Kris Peeters , Herman Van Rompuy et Geert Bourgeois .

## Sources, notes et/ou références
1. ↑  (nl) « Trots zijn op zijn verleden is geen teken van zwakheid », sur Doorbraak.be, 13 novembre 2014 (consulté le 22 janvier 2021)
2. ↑  (nl) Ruys Manu, een levensverhaal, Lanoo, 1999 (ISBN 978 90209 3734 3, lire en ligne), p. 349-350

- (nl) Cet article est partiellement ou en totalité issu de l’article de Wikipédia en néerlandais intitulé « Mark Deweerdt » (voir la liste des auteurs).